# Susville
Susville – miejscowość i gmina we Francji, w regionie Owernia-Rodan-Alpy, w departamencie Isère.
Według danych na rok 1990 gminę zamieszkiwało 1430 osób, a gęstość zaludnienia wynosiła 144 osób/km² (wśród 2880 gmin regionu Rodan-Alpy Susville plasuje się na 589. miejscu pod względem liczby ludności, natomiast pod względem powierzchni na miejscu 1125.).